# Eselealofa Apinelu
Eselealofa « Ese » Apinelu est une avocate et responsable sportive tuvaluane et également la première femme avocate de Tuvalu. En 2022, elle a obtenu un doctorat du Centre pour la transition urbaine de l'Université de Swinburne . Ses recherches ont porté sur les droits coutumiers et les droits humains dans le Tuvalu postcolonial, avec un accent particulier sur la déconnexion entre les droits individuels et collectifs dans les programmes de développement du Tuvalu.

## Jeunesse
Apinelu fréquente la Cathedral School, Townsville (en) en Australie puis obtient un baccalauréat en droit de l'Université de Tasmanie en 1998.
En 2022, elle obtient un doctorat du Centre pour la transition urbaine de l'Université de Swinburne. Ses recherches portent sur les droits coutumiers et les droits humains dans le Tuvalu postcolonial, avec un accent particulier sur la déconnexion entre les droits individuels et collectifs dans les programmes de développement du Tuvalu.

## Carrière
Apinelu est la procureure principale de la Couronne à Tuvalu de 2003 à 2006. Elle est nommée procureure générale par intérim de Tuvalu en 2006. En 2008, Apinelu devient la première femme nommée procureure générale de Tuvalu,,. En 2012, elle devient la première femme membre exécutive de la South Pacific Lawyers' Association (SPLA) et présidente du SPLA Women in the Law Committee,.
Le 14 septembre 2022, elle devient haute-commissaire de Tuvalu aux Fidji.

## Administratrice sportive
Elle est également présidente de la Fédération de volley-ball de Tuvalu et la manager de l'équipe de volley-ball de Tuvalu aux Jeux du Pacifique Sud de 2003. Elle est présidente de l'Association des sports et du Comité national olympique de Tuvalu (TASNOC) de 2013 à 2015,.